# نه گمشده
نه گمشده (کره‌ای: 미씽나인; لاتین‌نویسی اصلاح‌شده: Missing Nain) یک مجموعهٔ تلویزیونی کره جنوبی سال ۲۰۱۷ با بازی جونگ کیونگ هو و بک جین هی است. این مجموعه از ۱۸ ژانویه تا ۹ مارس ۲۰۱۷، روزهای چهارشنبه و پنجشنبه ساعت ۲۲:۰۰ (کی‌اس‌تی) از ام‌بی‌سی برای ۱۶ قسمت پخش شد.